# Маслакова, Татьяна Владимировна
Татьяна Владимировна Маслакова (род. 1 декабря 1961) — советская и российская театральная артистка-вокалистка, народная артистка России (2006), заслуженная артистка России (1996), актриса Хабаровского краевого музыкального театра.

## Биография
Родилась 1 декабря 1961 года.
В 1985 году завершила обучение на вокальном отделение Хабаровского государственного училища искусств. Была направлена на работу в консерваторию. Однако, работать начала в Стройбанке. Через год осознав, что она принадлежит театру и должна развиваться как актриса, пришла работать в театральную труппу.
Дебютная роль Татьяны Маслаковой на сцене стала Адели в оперетте И.Штрауса «Летучая мышь», которую потом, в различных редакциях ей доводилось исполнять не раз.
С 1995 по 1999 годы, под руководством Ю.И.Гриншпуна, Татьяна была занята почти во всех его спектаклях: «Моя прекрасная леди», «Парижская жизнь», «Любовь и разлука», «Холопка», «Мафиози», «Марица». В спектакле «Любви все рыцари покорны» она играла восемь различных ролей, в один вечер перевоплощаясь в героинь разных эпох, характеров, национальностей. Это была трудная, но очень увлекательная и бесценная для актрисы школа.
Актриса, обладая прекрасными внешними данными и красивым сопрано, играет в мюзикле и классической оперетте, на её счету роли острохарактерные, лирические, драматические, героини, субретки.
В карьере был и кинематографический опыт: во время гастролей в Китай она снялась в китайско-российской ленте, где её партнёром был народный артист России Борис Клюев.
В канун 65-летия Победы её роль санинструктора Тони в спектакле «Два бойца» принесла ей в 2011 году театральную премию «Золотая Маска».
Выступает с сольными концертами. В её репертуаре – романсы, музыка любимых композиторов: И. Шварца, А. Петрова, Б. Окуджавы.

## Награды
- Заслуженная артистка России (1996).
- Народная артистка России (2006).
- Лауреат Российской национальной театральной премии «Золотая Маска» 2011 год в номинации «Лучшая женская роль в оперетте/мюзикле»[4][5].

## Работы в театре
Хабаровский краевой музыкальный театр
- Адель - «Летучая мышь»
- Антония - «Прелести измены"
- Нюра - «Самолет Вани Чонкина»
- Тоня - «Два бойца»
- Кончетта - «Аристократы поневоле»,
- Мария Никитична - «Девичий переполох»,
- Габриэль - «Прости мои капризы»,
- Ворона - «Дюймовочка»,
- Дуня - "Волга-Волга".